# Лудвиг фон Щадион
Лудвиг фон Щадион (на немски: Ludwig von Stadion; † ок. 1472) е от старата благородническа швабска фамилия „фон Щадион“ от Оберщадион в Баден-Вюртемберг, пфанд-господар на Зайфридсберг.

## Произход
Той е син на Йохан 'Богатия' фон Щадион цу Оберщадион († 1458), губернатор на Щутгарт, и съпругата му Маргарета фом Щайн. Внук е на Итал (Айтел) фон Щадгун, австрийски фогт в Швабия († сл. 1386). Правнук е на Лудвиг фон Щадгун († ок. 1364) и Агнес фон Фрилинген († 1357). Роднина е на Кристоф фон Щадион (1478 – 1543), епископ на Аугсбург (1517 – 1543).
Родът „фон Щадион“ изчезва по мъжка линия през 1908 г.

## Фамилия
Лудвиг фон Щадион се жени за Маргарета фон Гравенек/Гравенег, дъщеря на Хайнрих Гравенег и Мехтилд Бодман. Те имат дъщеря:
- Клара/Валпурга фон Щадион († сл. 1498), омъжена за Якоб I фон Хоенемс († 1506/1508), син на Ханс Улрих I фон Хоенемс († 1449) и Аделхайд фон Елербах.